# Acacia oncinophylla
Acacia oncinophylla é uma espécie de leguminosa do gênero Acacia, pertencente à família Fabaceae.